# 심경지
심경지(沈慶之, 386년 ~ 465년)는 남조 송나라의 장군으로 태위(太尉)에 이르렀다. 백면서생(白面書生)이라는 고사성어를 처음 만든 인물이다.
오흥군 무강현(吴興郡 武康縣, 지금의 저장성 덕청현) 출신으로, 시호는 충무공(忠武公) · 양공(襄公)이며, 사공(司空)에 추증되었다.
남조 송나라의 시중(侍中) 심문숙(沈文叔)과 남조 제나라의 시중(侍中) 심문계(沈文季)의 아버지이며, 남조 제나라의 시중(侍中) 심소략(沈昭略)의 조부이다.
남조 송나라의 형주자사(荊州刺史) 심유지(沈攸之)와는 사촌지간으로 남조 제나라의 초대 황제 소도성(蕭道成, 427년 ~ 482년)의 부마 심문화(沈文和)의 당숙이다.

## 가계
- 본인 : 심경지(沈慶之) - 남조 송나라의 시중, 태위, 증 사공
  - 아들 : 심문숙(沈文叔) - 남조 송나라의 시중
    - 손자 : 심소략(沈昭略) - 남조 제나라의 시중

  - 아들 : 심문계(沈文季) - 남조 제나라의 시중
  - 아들 : 심문요(沈文耀) - 영양현후(永陽縣侯)
- 사촌 : 심유지(沈攸之) - 형주자사(荊州刺史)
  - 당질 : 심문화(沈文和) - 남조 제나라의 초대 황제 소도성(蕭道成, 427년 ~ 482년)의 부마

## 생애
남조 송나라 때, 여러 관직을 거쳐, 전폐제 유자업(前廢帝 劉子業, 449년 ~ 465년)이 황제로 즉위하자 시중(侍中)과 태위(太尉)에 이르렀다.
그러나, 유자업은 심경지가 자신을 폐위시키고 유자업의 작은 할아버지 강하왕 유의공(江夏王 劉義恭)을 황제로 옹립하려 한다는 의심을 하게 되고, 유자업은 심경지의 사촌 심유지(沈攸之)를 시켜 몰래 독주를 마시게 하여 심경지를 죽였으며, 심경지의 장남 시중 심문숙(沈文叔)도 누명을 씌어 독살시켰다.
사후에 충무공(忠武公)이라는 시호가 내려졌으며, 유자업을 폐위시키고 명제 유욱이 황제로 즉위하자 사공(司空)에 추증되고 양공(襄公)이라는 시호가 더해졌다.
남북조(南北朝) 시대, 남조인 송(宋)나라 3대 황제인 문제(文帝:424~453) 때 오(吳:절강성) 땅에 심경지(沈慶之)라는 사람이 있었다.
그는 어릴 때부터 힘써 무예를 닦아 그 기량이 뛰어났다.
전(前)왕조인 동진(東晉:317~420)의 유신(遺臣) 손은(孫恩) 장군이 반란을 일으켰을 때 그는 불과 10세의 어린 나이로 일단(一團)의 사병(私兵)을 이끌고 반란군과 싸워 번번이 승리하여 무명(武名)을 떨쳤다.
그의 나이 40세 때 이민족(異民族)의 반란을 진압한 공로로 장군에 임명되었다.
문제에 이어 즉위한 효무제(孝武帝:453~464) 때는 도읍인 건강(建康:南京)을 지키는 방위 책임자로 승진했다. 그 후 또 많은 공을 세워 건무장군(建武將軍)에 임명되어 변경 수비군의 총수(總帥)로 부임했다. 심경지는 나중에 태위(太尉) 벼슬에 이르게 된다.— 송서(宋書) - 심경지전(沈慶之傳)

## 백면서생(白面書生)
어느 날 효무제는 변경 수비군의 총사령관 건무장군(建武將軍) 심경지가 배석한 자리에 문신들을 불러 놓고 숙적인 북위(北魏:386~534)를 치기 위한 출병을 논의했다. 
먼저 심경지는 북벌(北伐) 실패의 전례를 들어 출병을 반대하고 이렇게 말했다.
耕當問奴 織當問婢 欲伐國 而與白面書生 謀之事何由濟
(폐하, 밭갈이는 농부에게 맡기고 바느질은 아낙에게 맡겨야 하옵니다. 
하온데 폐하께서는 어찌 북벌 출병을 '백면서생(白面書生)'과 논의하려 하시나이까?)

그러나 효무제(孝武帝)는 심경지(沈慶之)의 의견을 듣지 않고 문신들의 의견을 받아들여 출병했다가 크게 패하고 말았다.— 송서(宋書) - 심경지전(沈慶之傳)

심경지가 백면서생(白面書生)이라는 고사성어를 처음 만들었다.

## 같이 보기
| - 백면서생 - 유송 문제 - 손은 - 유송 효무제 - 유자업 - 유송 명제 - 송서 - 심약 | - 심문숙 - 심문계 - 심문화 - 심소략 - 소도성 - 심군리 - 심흠 - 심각 |

## 참고 자료
- 송서
- 남사